# Stadium Municipal de Toulouse
L'Stadium Municipal de Toulouse és un estadi de futbol, situat a la ciutat de Tolosa, a França. Serveix de seu habitual al Toulouse Football Club. També hi disputa partits de rugbi el club Stade Toulousain. Té una capacitat per a 33.150 espectadors.

## Història
Va ésser inaugurat el 1937 sota el nom de "Stade Chapou" i remodelat el 1949. El 1998 va ser una de les seus de la Copa del Món de futbol, disputant-se allí cinc partits de la primera fase i un de vuitens de final.